# 碘的氧化物

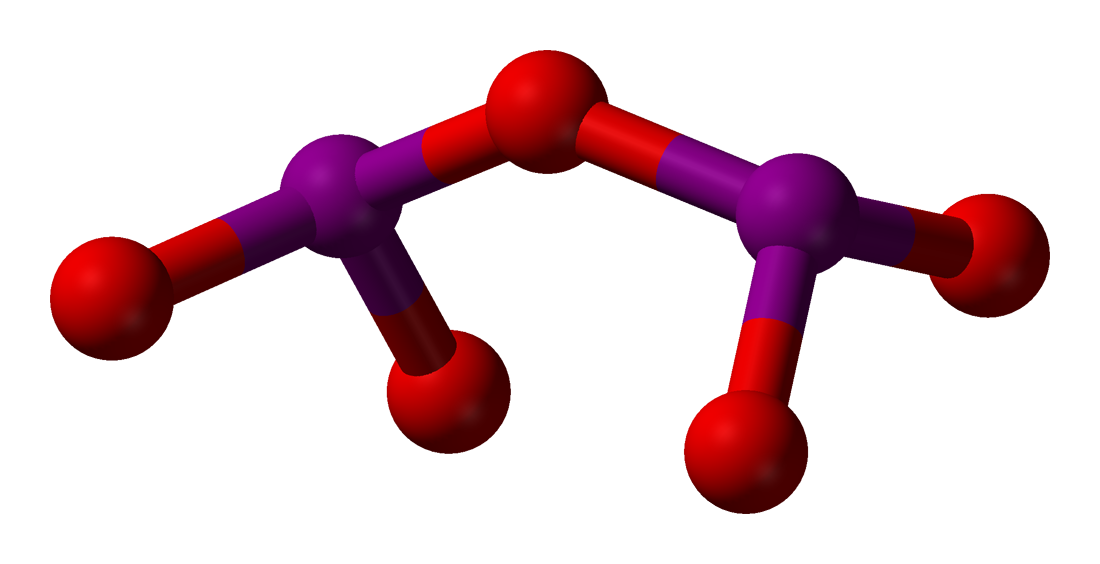
五氧化二碘 (I_{2}O_{5})

碘的氧化物是一系列由碘和氧组成的无机化合物。碘只有两种可大量分离的稳定氧化物，四氧化二碘和五氧化二碘，许多其他氧化物以痕量的形式存在或被假定存在。
这些化合物的化学性质很复杂，只有少数几个已被很好地被研究。 已经在大气中检测到许多碘的氧化物，据认为在海洋边界层中特别重要。 
| 化学式       | I2O        | IO         | IO2        | I2O4             | I2O5              | I4O9             |
| ------------ | ---------- | ---------- | ---------- | ---------------- | ----------------- | ---------------- |
| 名称         | 一氧化二碘 | 一氧化碘   | 二氧化碘   | 四氧化二碘       | 五氧化二碘        | 九氧化四碘       |
| 结构         | I2O        | IO         | IO2        | (IO2)2           | O(IO2)2           | I(OIO2)3         |
| CAS号        | 39319-71-6 | 14696-98-1 | 13494-92-3 | 1024652-24-1     | 12029-98-0        | 66523-94-2       |
| 外观         | 不明       | 紫色气体   | 黄色固体   | 黄色固体         | 白色晶体          | 深黄色固体       |
| 氧化态       | +1         | +2         | +4         | +3 和 +5         | +5                | +3 和 +5         |
| 熔点         | 不可分离   | 不可分离   | 不可分离   | 100 °C 下分解    | 300–350 °C 下分解 | 75 °C下分解      |
| 相对密度     |            |            | 4.2        | 4.8              |                   |                  |
| 水中的溶解度 |            |            |            | 分解成 HIO3 + I2 | 187 g/100 mL      | 分解成 HIO3 + I2 |

一氧化二碘主要是理论研究的主题， 但是有证据表明一氧化二碘可以用类似一氧化二氯的类似制备方法制成，也就是通过HgO和I2的反应生成。该化合物高度不稳定，但可以与烯烃反应，生成卤化产物。
碘氧化物自由基包括一氧化碘（IO）、二氧化碘 (IO2) 和四氧化二碘 ((IO2)2) ，它们在大气化学的研究中较为重要。它们由二碘甲烷的光氧化反应产生，少量在海洋边界层形成。二碘甲烷是由大型藻类海藻产生的，或由分子碘的氧化而形成的。海面中存在的气态臭氧会和碘化物的反应。 尽管生成的数量很少（通常低于ppt），但仍被认为是强大的臭氧消耗剂。
五氧化二碘 (I2O5) 是碘酸 的酸酐，也是碘的含氧酸酐中唯一稳定的。
九氧化四碘（I4O9）可以由I2和O3在气相化合而成，但尚未得到广泛研究。

## 碘酸盐
碘的氧化物也可以是阴离子，也是X碘酸和X碘酸盐的成分。它们包括碘酸盐和高碘酸盐。
在酸的形式下，这些阴离子是：
| 碘的氧化态 | −1      | +1     | +3     | +5   | +7            |
| 名称       | 氢碘酸* | 次碘酸 | 亚碘酸 | 碘酸 | 高碘酸        |
| 化学式     | HI      | HIO    | HIO2   | HIO3 | HIO4 或 H5IO6 |

*这不是氧化物，不过为了齐全这个列表，氢碘酸还是被加入。
高碘酸盐有两种形式：偏高碘酸盐 IO−
4 和 原高碘酸盐 IO5−
6。